# 第2タイ＝ラオス友好橋

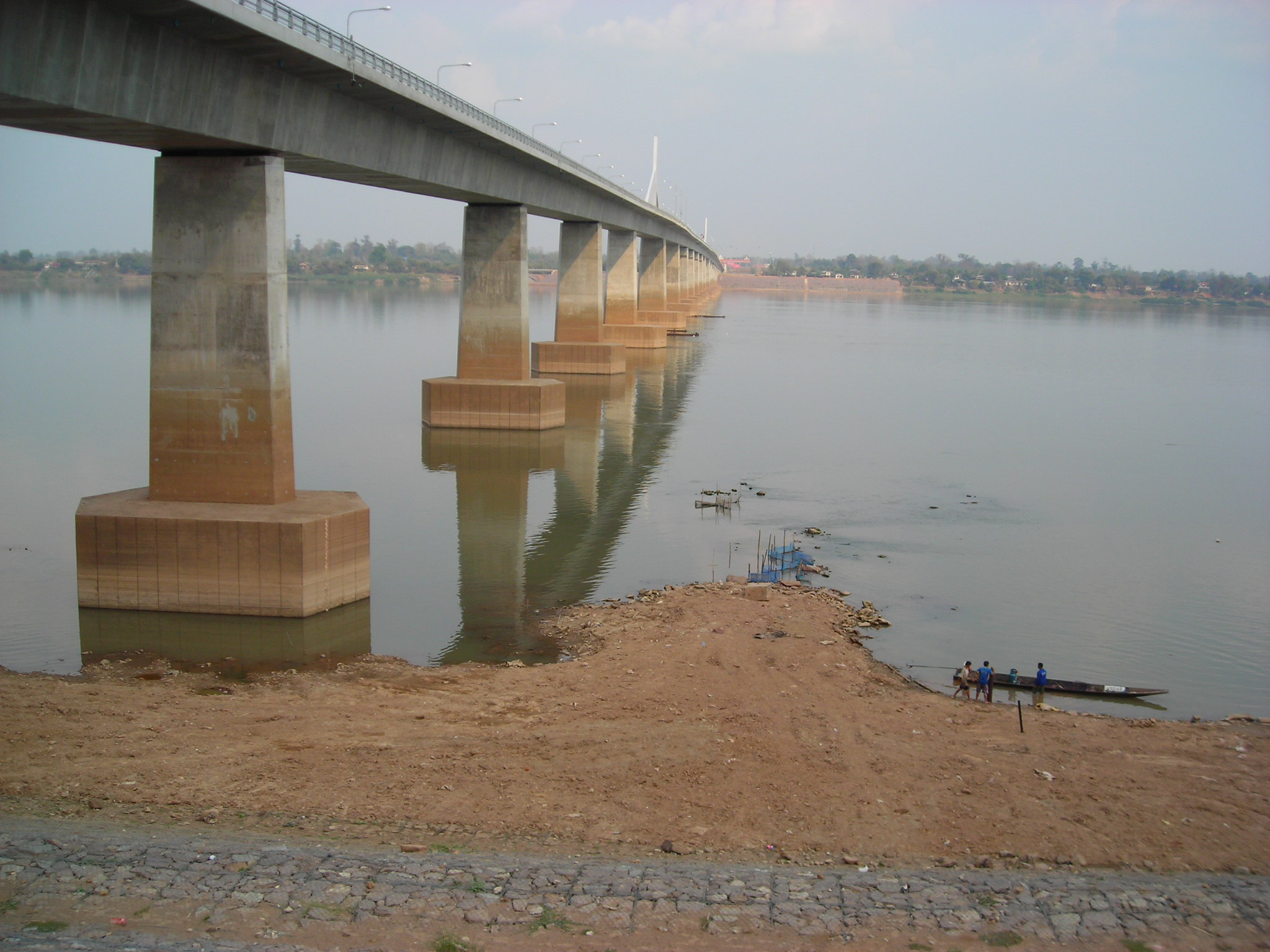
ムクダハンより

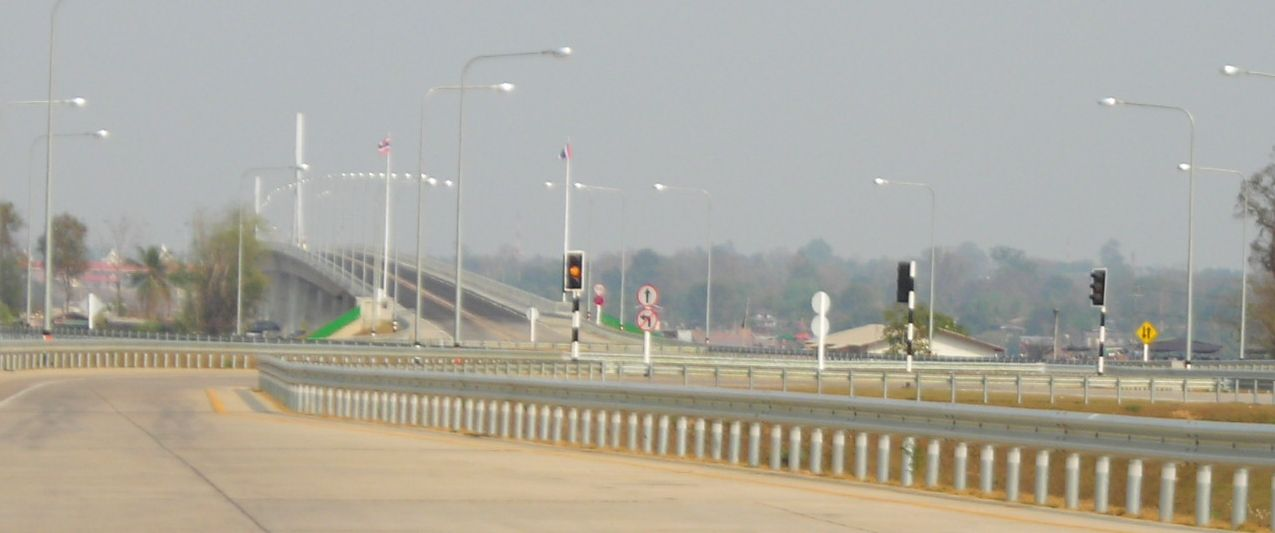
右側と左側通行の境目

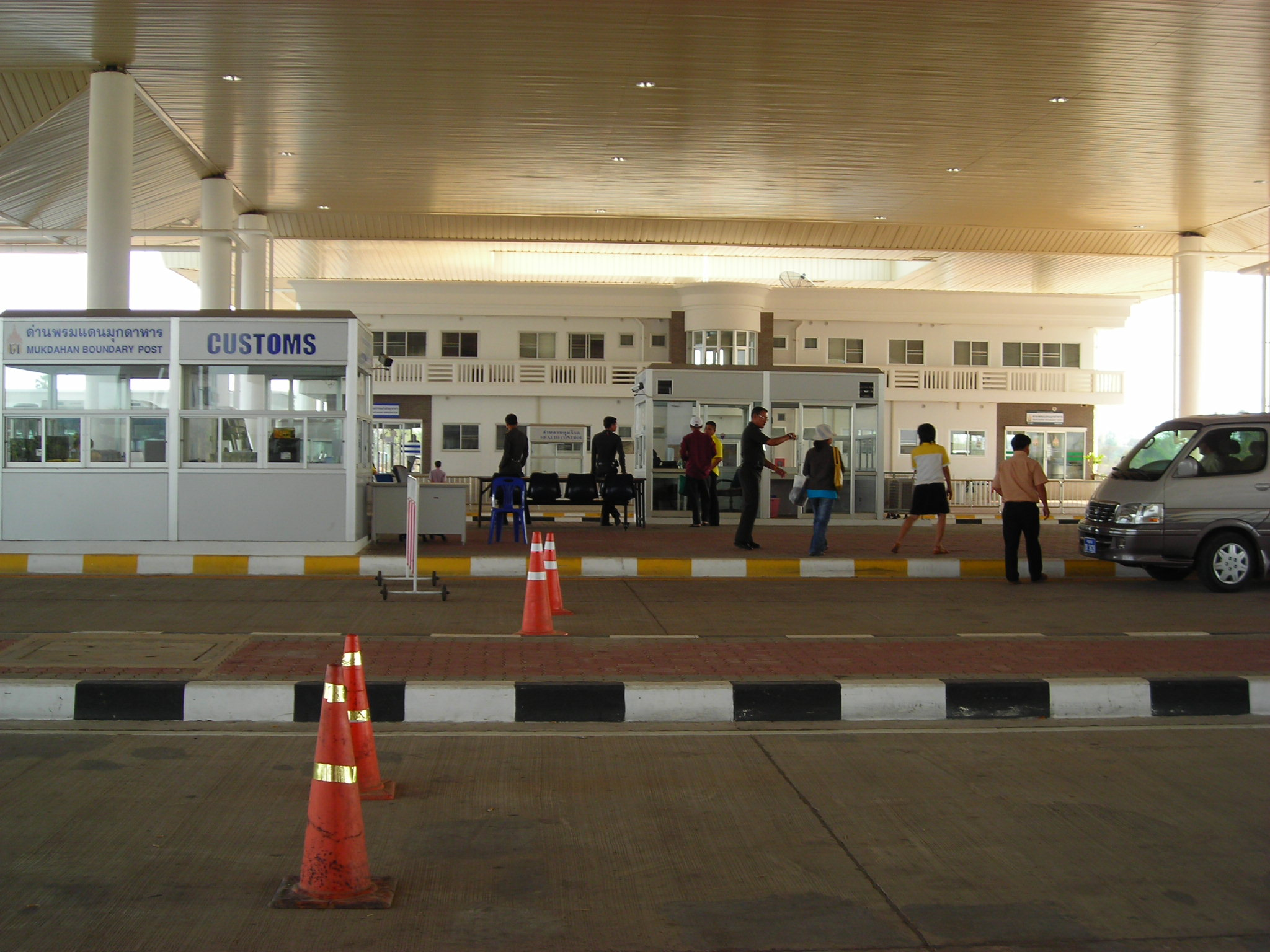
タイ側の国境検問所

第2タイ＝ラオス友好橋（だいにタイ＝ラオスゆうこうきょう、タイ語: สะพานมิตรภาพ ไทย-ลาว 2、ラーオ語: ຂົວມິດຕະພາບ ລາວ-ໄທ 2）は、タイのムックダーハーンとラオスのサワンナケートとを結ぶ、メコン川に架けられた2本目の橋。

## 概要
ヴィエンチャン - ノーンカーイ間の友好橋についで2番目に建設された、両国国境をまたぐ橋である。
日本のODA融資資金（国際協力銀行）の円借款ローン（約80億円）によって建設された。

## 建設
施工業者は日本のゼネコン、三井住友建設である。
2003年12月より工事が開始され、3年の期間を経て2006年12月に竣工した。2006年12月20日に開通式が実施された。車両の通行は翌年2007年1月10日より正式に供用が開始された。ただし現在は朝6時から夜10時までしかラオスとタイの国境施設が開いていない。

## 構造
橋の全長は、川横断部が1,600m、取り付け部がラオス側とタイ側併せて450mで合計2,050mである。橋の構造は、多径間連続ラーメンPC箱桁橋を基本としているが、仏教の「合掌」をモチーフとして取り入れるため、一部をエクストラドーズド橋としている。上下2車線の車道と歩道が整備されている。

## 経済効果
同橋の完成によって、ベトナム、ラオス、タイ、ミャンマーの国々が東西に結ぶ東西経済回廊が完成し、メコン川の南北の海運軸とともに、人的、物的交流を通じて、同地域の発展に寄与することが期待されている。